# Jackson (Nuevo Hampshire)
Jackson es un pueblo ubicado en el condado de Carroll en el estado estadounidense de Nuevo Hampshire. En el Censo de 2010 tenía una población de 816 habitantes y una densidad poblacional de 4,71 personas por km².

## Geografía
Jackson se encuentra ubicado en las coordenadas 44°11′15″N 71°9′21″O / 44.18750, -71.15583. Según la Oficina del Censo de los Estados Unidos, Jackson tiene una superficie total de 173.41 km², de la cual 173.31 km² corresponden a tierra firme y (0.06%) 0.1 km² es agua.

## Demografía
Según el censo de 2010, había 816 personas residiendo en Jackson. La densidad de población era de 4,71 hab./km². De los 816 habitantes, Jackson estaba compuesto por el 98.16% blancos, el 0% eran afroamericanos, el 0.25% eran amerindios, el 0.61% eran asiáticos, el 0% eran isleños del Pacífico, el 0.12% eran de otras razas y el 0.86% pertenecían a dos o más razas. Del total de la población el 0.74% eran hispanos o latinos de cualquier raza.